# 24 histoires d'un temps lointain
24 histoires d'un temps lointain (帰らざる時の物語―The tale of a time gone by 秋田文庫, Kaerazaru Toki no Monogatari - The tale of a time gone by Reiji Matsumoto) est un recueil de seinen mangas de Leiji Matsumoto prépubliés dans le magazine Play Comic entre janvier 1975 et décembre 1976 puis publiés par Akita Shoten en un volume relié sorti le 20 novembre 1985. La version française est éditée par Kana dans la collection « Sensei » en un volume sorti en juillet 2014.

## Sommaire
1. Le Cimetière des rhamphorhynchus (翼手龍(ラムホリンクス)の墓場, Tsubasa-te ryū (ramuhorinkusu) no hakaba?)[P 1]
2. La Ville morte de Vénus (金星の死の都, Kinboshi no shi no miyako?)[P 2]
3. Adieu, tricératops ! (さらば・三龍騎, Saraba san ryūki?)[P 3]
4. Les Bruits de pas de l'éléphant (ナウマンの足音, Nauman no ashioto?)[P 4]
5. Le Condor ne s'envolera plus (コンドルは飛ばず, Kondoru wa tobazu?)[P 5]
6. Un jeune homme sérieux (真面目な男, Majimena otoko?)[P 6]
7. Les Clones (ガンパレラ, Ganparera?)[P 7]
8. Les Hommes-oiseaux du Kilimandjaro (キリマンジャロの鳥人, Kirimanjaro no chōjin?)[P 8]
9. L'amour tragique de la jeune femme du pont de Bikuni (比丘尼橋悲恋慕情の君よ永遠に, Bikunibashi hiren bojō no kimiyo eien ni?)[P 9]
10. Les Sables d'El-Alamein (エル・アラメインの砂, Eru aramein no suna?)[P 10]
11. Le Monde à l'envers (反転世界, Hanten sekai?)[P 11]
12. UFO 2001[P 12]
13. La Maison au fond de l'océan (大深海屋敷, Dai Fukami yashiki?)[P 13]
14. Elza, la fille venue de la mer (海から来たエルザ, Umi kara kita eruza?)[P 14]
15. Le Grand Viking (グレートバイキング, Gurētobaikingu?)[P 15]
16. Les Ailes du Yuguéléon (ユウゲレオンの羽, Yuugereon no hane?)[P 16]
17. Le Grand éléphant va vers l'ouest (巨像西へ行く, Kyozō nishi e iku?)[P 17]
18. Serment d'amour et de mort sous le soleil de minuit (白夜の灯の夜のさざなみの愛と死の誓いの時, Byakuya no akari no yoru no sa zanami no ai to shi no chikai no toki?)[P 18]
19. Death Shadow, le cuirassé de l'espace (宇宙戦艦デスシャドー, Uchū senkan desushadō?)[P 19]
20. Les Rêves des hommes à queue (有尾人の夢, Yūbijin no yume?)[P 20]
21. Technologirus (機械化都市, Kikai-ka toshi?)[P 21]
22. Un bourdonnement dans la zone noire (暗黒地帯の羽音, Ankoku chitai no haoto?)[P 22]
23. La Disparition d'une planète (消滅惑星, Shōmetsu wakusei?)[P 23]
24. La Reine du néant (無の女王, Mu no joō?)[P 24]

## Manga
Initialement prépubliées dans le magazine Play Comic entre janvier 1975 et décembre 1976, les vingt-quatre histoires courtes sont publiées par Akita Shoten en un volume relié sorti le 20 novembre 1985 et réédité le 10 mars 1998. La version française est éditée par Kana dans la collection « Sensei » en un volume sorti en juillet 2014.

### Liste des volumes
| no | Japonais       | Japonais          | Français       | Français          |
| no | Date de sortie | ISBN              | Date de sortie | ISBN              |
| -- | -------------- | ----------------- | -------------- | ----------------- |
| 1  | 10 mars 1998   | 978-4-253-17387-2 | 4 juillet 2014 | 978-2-5050-6129-8 |

## Analyse
Selon Florian Rubis, Leiji Matsumoto, « dans ces brefs récits, aux qualités narratives et graphiques ici plus évidentes qu'ailleurs, décline deux leitmotive : l'impératif, à tout prix, de se nourrir afin de se maintenir en vie et celui de s'accoupler en vue de perpétuer l'espèce ».
L'auteur utilise dans ces récits des personnages provenant de ses autres œuvres : Albator est ainsi présent à plusieurs reprises, tandis que la propre caricature de l'auteur en « personnage mollasson » fait partie des rôles principaux de la plupart de ces histoires. Tokiko Katō juge que « dans l'univers de Leiji Matsumoto, ce sont les personnages apathiques qui deviennent les sauveurs lorsque les méthodes rationnelles montrent leurs défauts et leurs limites ».

### Première parution
1. ↑  9 septembre 1976.
2. ↑  11 décembre 1975.
3. ↑  11 mars 1975.
4. ↑  8 février 1975.
5. ↑  12 juillet 1975.
6. ↑  10 juin 1976.
7. ↑  11 mars 1976.
8. ↑  10 mai 1975.
9. ↑  11 octobre 1975.
10. ↑  11 janvier 1975.
11. ↑  8 juillet 1976.
12. ↑  9 août 1975.
13. ↑  8 avril 1976.
14. ↑  12 février 1976.
15. ↑  13 mai 1976.
16. ↑  14 juin 1975.
17. ↑  15 janvier 1976.
18. ↑  11 novembre 1976.
19. ↑  13 novembre 1975.
20. ↑  13 septembre 1975.
21. ↑  8 mars 1975.
22. ↑  14 octobre 1976.
23. ↑  12 août 1976.
24. ↑  13 décembre 1976.

### Édition japonaise
Akita Shoten
1. 1 2  (ja) « Tome 1 (réédition) »

### Édition française
Kana
1. 1 2 3  (fr) « Tome 1 »